# Jeżowiec (Sainte-Croix)
Pour les articles homonymes, voir Jeżowiec.
Jeżowiec est une localité polonaise de la gmina de Kluczewsko, située dans le powiat de Włoszczowa en voïvodie de Sainte-Croix.